# Hyères FC
Hyères FC is een Franse voetbalclub uit Hyères dat aan de Côte d'Azur ligt.
De club werd in 1912 opgericht en was mede-oprichter van de huidige Franse competitie in 1932. De competitie was opgedeeld in 2 klassen van 10 clubs en Hyères werd 9de, het volgende seizoen was er nog maar 1 klasse met 14 clubs waardoor Hyères degradeerde. Na het seizoen 1933-34 besloot voorzitter Barthélémy Perruc het profstatuut op te geven omdat er niet genoeg plaatselijke ondersteuning was. Sindsdien speelt de club in de lagere reeksen. In 2009 promoveerde de club naar de Championnat National. Het verblijf was echter van korte duur want reeds het seizoen daarop degradeerde de club terug.